# Marialva (ort)
Marialva är en ort i Brasilien.   Den ligger i kommunen Marialva och delstaten Paraná, i den södra delen av landet, 900 km söder om huvudstaden Brasília. Marialva ligger 664 meter över havet och antalet invånare är 26 000.
Terrängen runt Marialva är huvudsakligen platt, men norrut är den kuperad. Marialva ligger uppe på en höjd. Runt Marialva är det ganska tätbefolkat, med 96 invånare per kvadratkilometer.. Närmaste större samhälle är Maringá, 16,4 km väster om Marialva.
Omgivningarna runt Marialva är en mosaik av jordbruksmark och naturlig växtlighet.